# Leptonetela arvanitidisi
Espèce
Leptonetela arvanitidisi est une espèce d'araignées aranéomorphes de la famille des Leptonetidae.

## Distribution
Cette espèce est endémique de Grèce. Elle se rencontre à Athènes dans la grotte Leondari.

## Description
Le mâle holotype mesure 1,75 mm et la femelle paratype 2,03 mm.

## Étymologie
Cette espèce est nommée en l'honneur de Christos Arvanitidis.

## Publication originale
- Wu, Wang, Zheng & Li, 2016 : Three new species of the genus Leptonetela from Greece (Araneae, Leptonetidae). ZooKeys, vol. 569, p. 23-35 (texte intégral).